# Parafia Matki Boskiej Nieustającej Pomocy w Opolu-Nowej Wsi Królewskiej
Parafia Matki Boskiej Nieustającej Pomocy – rzymskokatolicka parafia znajduje się przy pl. Kościelnym 2a w Opolu-Nowej Wsi Królewskiej. Parafia należy do dekanatu Opole w diecezji opolskiej.

## Historia parafii
Parafia została erygowana w 20 czerwca 1901 roku. Kościół parafialny zbudowano w latach 1902–1905.
Proboszczem parafii jest ksiądz Rafał Pawliczek.

## Liczebność i zasięg parafii
Parafię zamieszkuje 4573 mieszkańców, zasięgiem duszpasterskim obejmuje ona ulice:
- Aleja Przyjaźni,
- Batorego,
- Bolka II,
- Chrobrego,
- Ciekawą,
- Ehrenburga,
- Einsteina,
- Eichendorfa,
- Gomołów,
- Graniczną,
- Jagiellonów,
- Kazimierza Wielkiego,
- Kilińskiego,
- pl. Kościelny,
- Królowej Jadwigi,
- Kryłową,
- Kwiatową,
- Limanowskiego,
- ks. Józefa Londzina,
- Łokietka,
- Marka z Jemielnicy,
- Mieszka I,
- Krystiana Minkusa,
- Nałkowskiej,
- Napierskiego,
- Narutowicza,
- Jerzego i Ryszarda Kowalczyków,
- Ostroroga,
- Paderewskiego,
- Pandzy,
- Pionierską,
- Polną,
- Podmiejską,
- Henryka Pobożnego,
- Przytulną,
- Puszkina,
- Reja,
- Rodzinną,
- Solskiego,
- Szczeszyńskiego,
- Torową,
- Tuwima,
- Walecki,
- Wschodnią,
- Wyzwolenia,
- Zieloną.

### Szkoły i przedszkola
- Zespół Szkół Zawodowych w Opolu,
- Zespół Szkolno-Przedszkolny numer 2 w Opolu

### Inne kościoły i kaplice
- kaplica w klasztorze Sióstr Służebniczek NMP Niepokalanie Poczętej.

### Domy zakonne
- dom zakonny Zgromadzenie Sióstr Służebniczek NMP Niepokalanie Poczętej w Opolu[2].

## Proboszczowie po 1945 roku
- ks. Jan Madeja
- ks. Kazimierz Bochenek
- ks. Władysław Bogucki
- ks. Jerzy Doleżał
- ks. Henryk Grzondziel
- ks. Paweł Kałuża
- ks. Józef Rugor
- ks. Rafał Pawliczek – obecny proboszcz

## Wspólnoty parafialne
- Parafialna Rada Duszpasterska
- Róże Różańcowe
- Franciszkański Zakon Świeckich
- Caritas
- Poradnia Życia Rodzinnego
- Ministranci
- Dzieci Maryi[3]